# Liberty (comté de Sequoyah, Oklahoma)
Pour les articles homonymes, voir Liberty.
Liberty est une census-designated place du comté de Sequoyah, dans l'État d'Oklahoma, aux États-Unis,. En 2020, elle compte une population de 214 habitants.